# Tillandsia salmonea
Tillandsia salmonea är en gräsväxtart som beskrevs av Renate Ehlers. Tillandsia salmonea ingår i släktet Tillandsia och familjen Bromeliaceae. Inga underarter finns listade i Catalogue of Life.